# Monotidae
Monotidae zijn een uitgestorven familie van tweekleppigen uit de orde Pectinida.